# László Elemér
Kászonjakabfalvi László Elemér Antal Kálmán (Pest, 1864. október 5. – Budapest, 1941. október 2.) az osztrák–magyar haditengerészet címzetes ellentengernagya. Egyike a kevés magyar nemzetiségű tengerésztisztnek, akik elérték a tengernagyi állománykategóriát.  

## Élete
1864. október 5-én született Pesten, László Kálmán helytartótanácsi fogalmazó és Csörgeő Gizella gyermekeként, római katolikus családban. 1873 és 1877 között a budapesti református főgimnázium (Lónyay Utcai Református Gimnázium) négy osztályát végezte el, kitűnő eredménnyel. 1877-ben felvételt nyert a fiumei haditengerészeti akadémiára. Az első évben 50%-os tandíjmentességet élvezett, a második tanévtől tandíjmentesen tanulhatott. Az akadémiát kitűnő eredménnyel végezte, 26 fős évfolyamából 2. helyen a tanulmányi rangsorban. 1881. július 3-án 2. osztályú tengerészkadéttá nevezték ki.   
1881. október és 1882. június között részt vett az SMS Erzherzog Friedrich csavarkorvett missziós útján, amely Dél-Amerikát, Dél-Afrikát és Nyugat-Indiát érintette. Már pályafutása első éveiben több alkalommal osztották be a Hadügyminisztérium tengerészeti osztályára (Marinesektion), ahol a tengerészeti költségvetés magyar nyelvre fordítása volt a feladata. E feladatkör jószerével egész pályafutása során elkísérte, a későbbiekben nem csupán fordítói feladatokat látott el, hanem a tárgyalásokon is részt vett.    
1893 szeptemberében navigációs tisztként szolgált az SMS Grief gőzjachton, amely Erzsébet királynét szállította Madeira szigetére. Évtizedekkel később László egy rövid visszaemlékezést írt az utazásról.
1895-ben a millenniumi kiállítás haditengerészeti tárlatának fordítási munkálatain dolgozott.    
1898. április 24-én Debrecenben feleségül vette Degenfeld-Schomberg Anna (1875–1925) grófnőt, gróf Degenfeld József, Hajdu vármegye és Debrecen város főispánjának leányát. A házasságból öt gyermek származott: Kálmán, Irma, Anna, Erzsébet és Margit.     
1900 augusztusában kinevezték az SMS Szamos monitor parancsnokának, egyszersmind a Dunaflotilla törzsfőnöki teendőit is ellátta. A későbbiekben parancsnokolt az SMS Dalmat állomáshajón, az SMS Fantasie jachton, valamint az SMS Magnet torpedóhajón. 1905 októberétől 1907 júliusáig a budapesti tengerészkülönítmény (Marine-Detachement) élén állt.     
1909 októberétől az SMS Kaiser Karl VI. páncélos cirkáló parancsnokává, egyszersmind a torpedóflotilla parancsnokává nevezték ki. A cirkálóval 1910-ben missziós úton vett részt Dél-Amerikában. Hazatérése után az SMS Adria tüzérségi iskolahajó parancsnoki teendőinek ellátásával bízták meg. 
1912-ben súlyosan megbetegedett, miután állapota hosszabb egészségügyi szabadság után sem javult, felülvizsgálati eljárást kért. Ennek lezárulta után, 31 évi szolgálat után, 48 évesen nyugállományba helyezték, egyúttal megkapta a Vaskorona-rend 3. osztályát. Nyugdíjazása után felesége birtokán, a Csomaközhöz tartozó Degenfeldpusztán telepedett le. 1914 januárjában az uralkodó ellentengernagyi címmel és jelleggel ruházta fel.     
Az első világháború kitörése után – feltehetőleg egészségi állapota miatt – nem reaktiválták, 1914 októberében Ferenc Szalvátor főherceg a magyar szent korona országai vöröskereszt egyletének megbízottjaivá nevezte ki.
Lakóhelye román megszállás alá került, ezért 1922 körül Budapestre költözött. 1925. március 12-én az olaszországi Arco-ban tartózkodó felesége elhunyt.
László Elemér 1941. október 2-án hunyt el Budapesten, a Farkasréti temetőben helyezték örök nyugalomra.

## Előmenetele
- 2. osztályú tengerészkadét 1881. július 3.
- 1. osztályú tengerészkadét 1881. december 19.
- sorhajózászlós 1885. november 1.
- 2. osztályú sorhajóhadnagy 1891. november 1.
- 1. osztályú sorhajóhadnagy 1895. május 1.
- korvettkapitány 1905. május 1.
- fregattkapitány 1907. november 1.
- sorhajókapitány 1910. május 1.
- ellentengernagy (címmel és jelleggel) 1914. január 25.

## Kitüntetései
Viselési sorrendben felsorolva.
- Vaskorona-rend 3. osztálya (1912)
- Ferenc József-rend lovagkeresztje (1901)
- Bronz Katonai Érdemérem vörös szalagon (1895)
- Tiszti Szolgálati Jel 3. osztálya (1907)
- Vöröskereszt tiszti díszjelvénye, hadiékítménnyel (1916)[7]
- Jubileumi Érem a fegyveres erő számára (1898)
- Jubileumi Kereszt a fegyveres erő számára (1908)
- Az 1896. évi millenniumi kiállítás emlékérme